# 左甚五郎

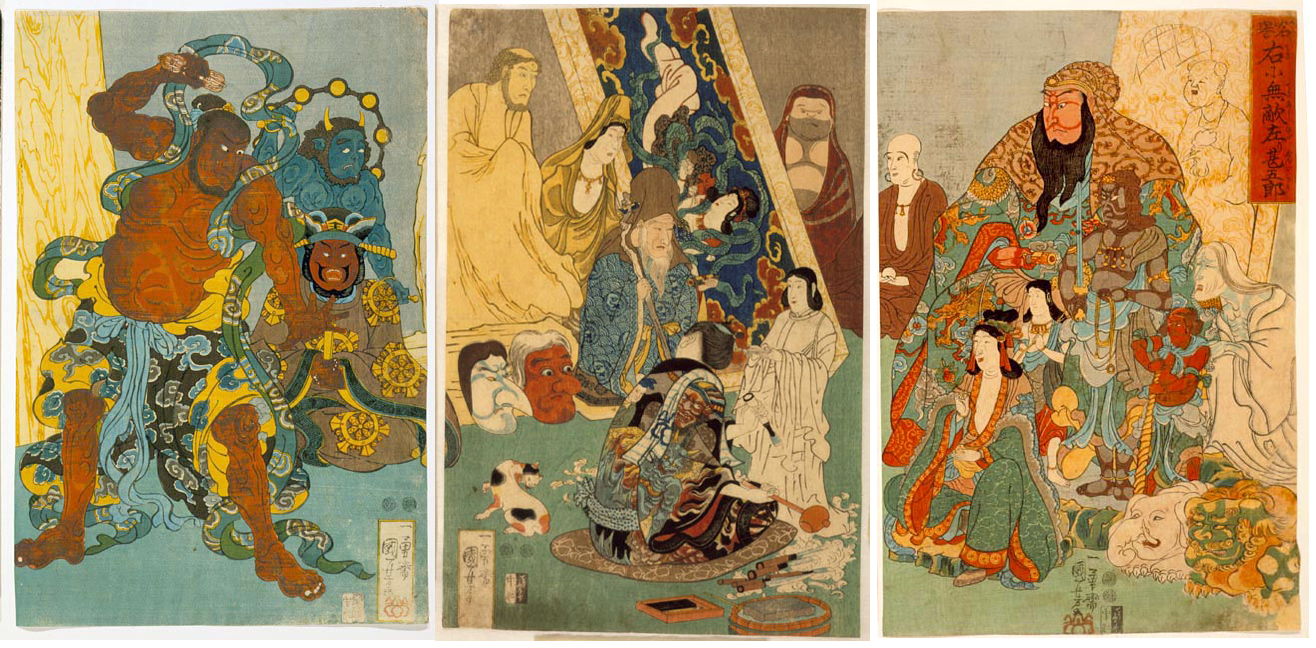
名誉右に敵なし左甚五郎（中央が左甚五郎。歌川国芳・画、江戸時代）

左 甚五郎（ひだり じんごろう、ひだの じんごろう）は、江戸時代初期に活躍したとされる伝説的な彫刻職人。講談や浪曲、落語、松竹新喜劇で有名であり、左甚五郎作と伝えられる作品も各地にある。
日光東照宮の眠り猫をはじめ、甚五郎作と言われる彫り物は全国各地に100か所近くある。しかし、その製作年間は安土桃山時代から江戸時代後期まで300年にも及び、出身地もさまざまであるので、左甚五郎とは、一人ではなく各地で腕をふるった工匠たちの代名詞としても使われたようである。

## 伝承と関連する逸話
逸話などでその存在さえも疑われているが、実在の人物として記述している文献も見られる。
足利家臣・伊丹左近尉正利を父として、文禄3年（1594年）に播磨国明石に生まれた。ただし、紀伊国根来東坂本（岩出市）に生まれたとする説もある。父親の亡き後、叔父である飛騨高山藩士・河合忠左衛門宅に寄寓。慶長11年（1606年）、京伏見禁裏大工棟梁・遊左法橋与平次の弟子となった。元和5年（1619年）に江戸へ下り、将軍家大工頭･甲良宗広の女婿となり、堂宮大工棟梁として名を上げた。
江戸城改築に参画し、西の丸地下道の秘密計画保持のために襲われたが、刺客を倒し、寛永11年（1634年）から庇護者である老中・土井利勝の女婿で讃岐高松藩主・生駒高俊のもとに亡命。その後、寛永17年（1640年）に京都に戻り、師の名を継いで禁裏大工棟梁を拝命、法橋の官位を得た後、寛永19年（1642年）に高松藩の客文頭領となったが、慶安4年（1651年）頃に逝去。享年58。
名工・左甚五郎のモデル、岸上一族の一人である初代・岸上甚五郎左義信は永正元年（1504年）に誕生し、66歳で没したとされている。
姓の「左」の由来には諸説ある。江戸時代、腕利きの大工の代表として「大和大工に飛騨匠」と称されており「飛騨の甚五郎」が訛ったものとする説がある。別の一説によると左利きだったからという説がある。講談では地元の大工に腕の良さを妬まれて右腕を切り落とされたため、また、左利きであったために左という姓を名乗ったという。そのほか、16歳の時に多武峯十三塔その他を建立し、その時の天下人に「見事である。昔より右に出る者はいない。」「それでは甚五郎は左である。」「左を号すべし。」と言わしめた。そのお達しにより、位（号）として“左”を名乗ったともいわれている。
実在の人物であり貝塚生まれであるということを実証する資料として西光寺 (香芝市)鳳凰の欄間がある。

## 左甚五郎の伝承を持つ作品

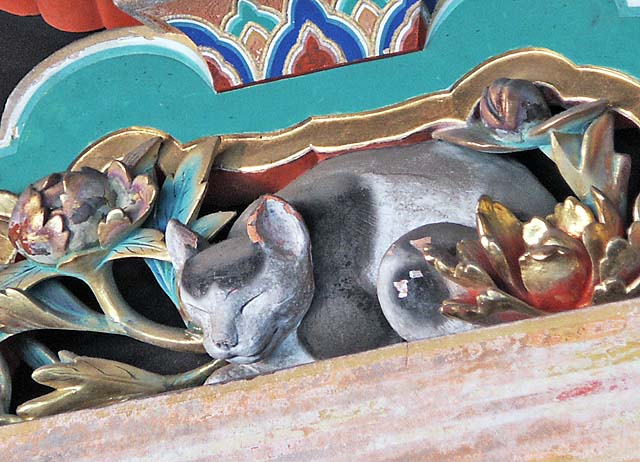
眠り猫（日光東照宮）

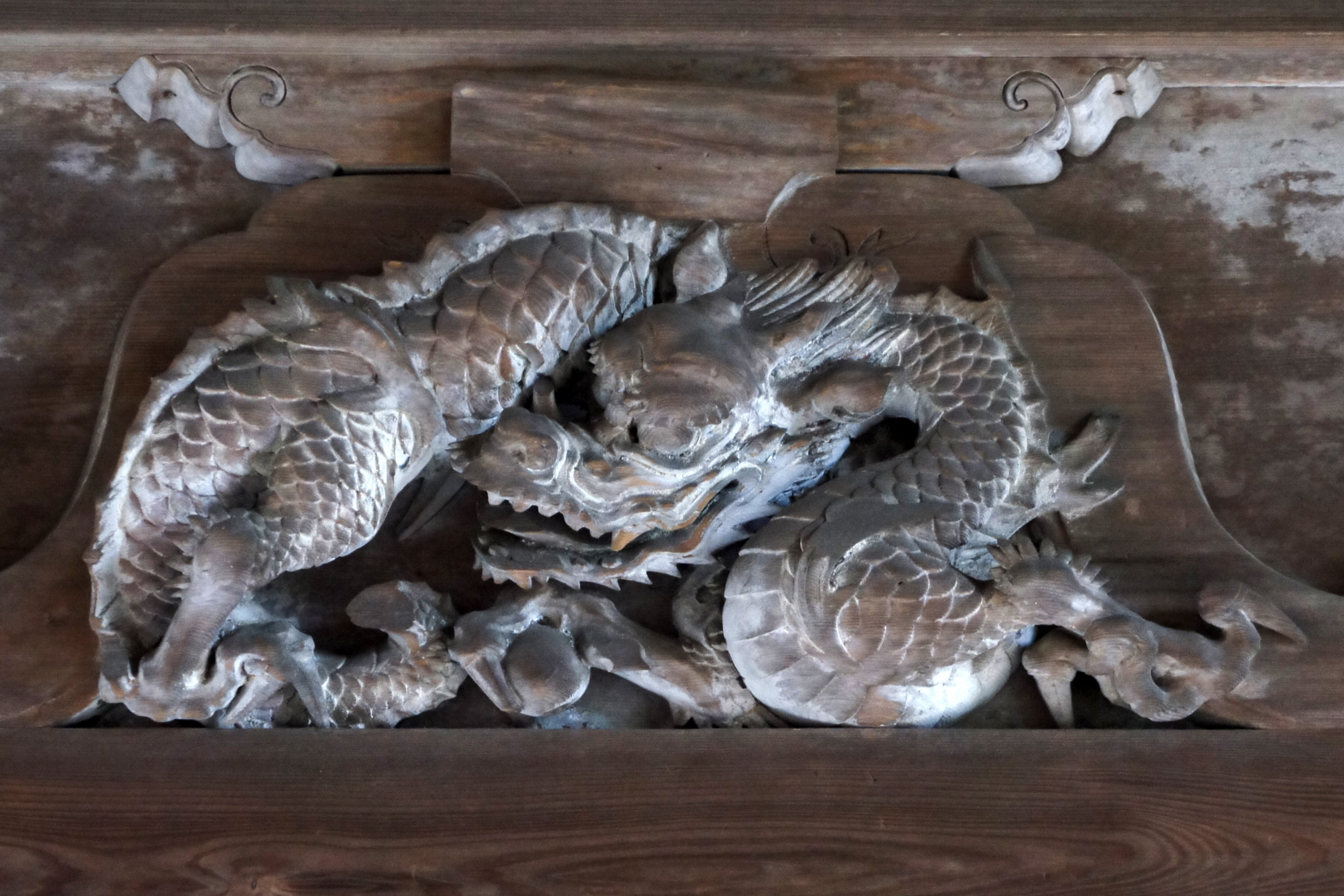
閼伽井屋の龍（園城寺）

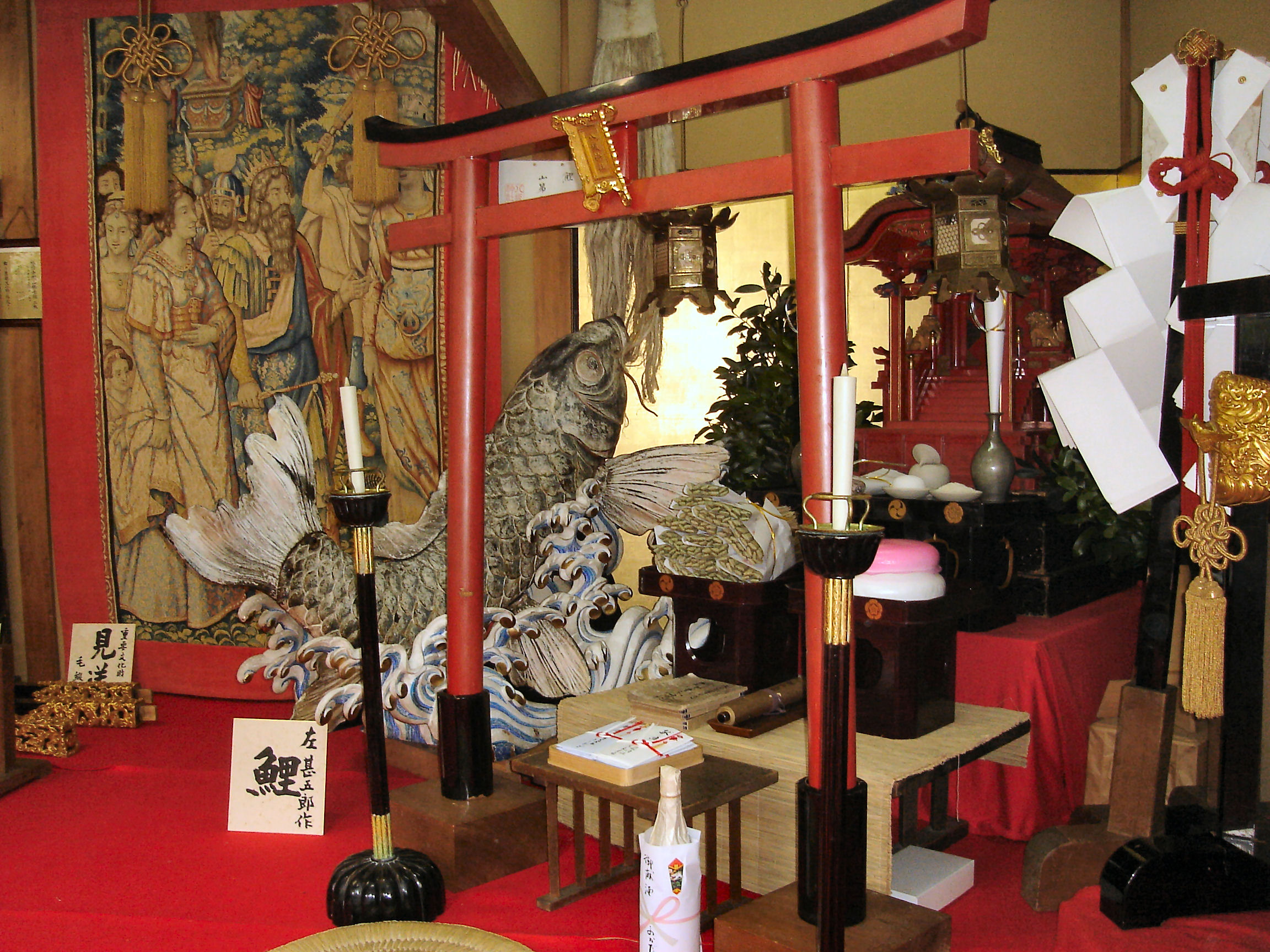
鯉山の鯉（京都の祇園祭）

- 日光東照宮（栃木県日光市） - 眠り猫、三猿
- 妻沼聖天山 歓喜院（埼玉県熊谷市） - 本殿　「鷲と猿」
- 秩父神社（埼玉県秩父市） - 子宝・子育ての虎、つなぎの龍
- 聖福寺（埼玉県幸手市） - 勅使門（唐門）
- 泉福寺（埼玉県桶川市） - 正門の竜
- 安楽寺（埼玉県比企郡吉見町） - 野あらしの虎
- 慈光寺（埼玉県比企郡ときがわ町） - 夜荒らしの名馬
- 国昌寺（埼玉県さいたま市緑区大崎） - 正門の竜
- 神野寺（千葉県君津市鹿野山）- 白蛇
- 上野東照宮（東京都台東区） - 唐門　「昇り龍」、「降り龍」
- 上行寺（神奈川県鎌倉市） - 山門の竜
- 淨照寺（山梨県大月市）- 本堂欄間
- 長国寺（長野県長野市）- 霊屋 破風の鶴
- 静岡浅間神社（静岡県静岡市）- 神馬
- 龍潭寺（静岡県浜松市）- 龍の彫刻 鶯張りの廊下
- 定光寺（愛知県瀬戸市）- 徳川義直候廟所　獅子門
- 誠照寺（福井県鯖江市） - 山門　駆け出しの竜、蛙股の唐獅子
- 園城寺（滋賀県大津市） - 閼伽井屋の龍
- 石清水八幡宮（京都府八幡市）
- 成相寺（京都府宮津市）
- 養源院（京都府京都市東山区） - 鶯張りの廊下
- 知恩院（京都府京都市東山区） - 御影堂の天井に左甚五郎が置いていったという「忘れ傘」。鶯張りの長廊下もある。
- 祇園祭 （京都府）- 鯉山の鯉
- 稲爪神社（兵庫県明石市）
- 圓教寺（兵庫県姫路市） - 力士像
- 加太春日神社（和歌山県和歌山市加太）
- 出雲大社（島根県出雲市） - 八足門　蛙股の瑞獣、流水紋
- 西光寺（奈良県香芝市）- 鳳凰の欄間
- 飛騨一宮水無神社（岐阜県高山市） - 稲喰神馬（黒駒）
- 大崎八幡宮（宮城県仙台市） - 本殿のにらみ猫、鳳凰

これらの中には、作風が似つかない物もある。他人の作品に甚五郎の名前を付けられることもあり、名の知れた彫刻師だったのだと考えられる。

## 左甚五郎を題材とした講談、浪曲、落語
- 竹の水仙
- 三井の大黒
- 掛川の宿
- 木彫りの鯉
- 陽明門の間違い
- 水呑みの龍
- 天王寺の眠り猫
- 千人坊主
- 猫餅の由来
- あやめ人形
- 知恩院の再建
- ねずみ
- 叩き蟹
- 四つ目屋

## 左甚五郎を題材とした歌謡作品
- 匠（三橋美智也、1983年）

## 左甚五郎を題材としたアニメ作品
- まんが日本昔ばなし「二人の甚五郎」（1981年1月17日）
- まんが日本昔ばなし「馬比べ」（1989年2月11日）
- ふるさとめぐり 日本の昔ばなし「日光東照宮と左甚五郎」（2017年12月3日）
- HIDARI(パイロット版)(2023年)

## 左甚五郎が登場する作品
テレビドラマ「水戸黄門」シリーズに登場する。
- 水戸黄門 第19部
  - 第25話「大工修行で悪退治 -松本-」（1990年3月19日放送） 演：仲本工事
- 水戸黄門 第20部
  - 第47話「嘘を承知の偽黄門 -日光-」（1991年9月30日放送） 演：芦屋雁之助
  - 第48話「陰謀渦巻く薪能 -江戸-」（1991年10月7日放送） 演：芦屋雁之助
- 水戸黄門 第22部
  - 第34話「大黒様を笑わせた男 -日光-」（1994年1月10日放送） 演：左とん平

高橋克彦の連作小説「舫鬼九郎シリーズ」に登場。表向きは大工職人であるが本性は根来乱波の頭領。